# Карло Анчелоти
Карло Анчелоти (итал. Carlo Ancelotti; Ређоло, 10. јун 1959), садашњи је фудбалски тренер и бивши фудбалер. Тренутно је тренер Бразила.

## Играчка каријера
Свој играчки деби Анчелоти, већ тада добар везни играч имао је 1976. године у Парми из које је након три године отишао у Рому где је као капитен тима освојио један Скудето и четири титуле победника купа Италије. Са Ромом је дошао и до финала купа шампиона 1984. године али је у финалу одиграном на Олимпику пред домаћим навијачима изгубио од Ливерпула након извођења једанаестераца. Римски клуб никада ни пре ни после није дошао у ситуацију да се бори за европски трон. Након тога био је члан легендарног тима Милана с краја 1980-их са којим је освојио по два Скудета, купа европских шампиона, суперкупа Европе и интерконтинентална купа као и један италијански суперкуп у периоду од пет година. За репрезентацију Италије је наступао 26 пута и постигао један погодак, а био је члан екипе на Светским првенствима 1986. и 1990.

## Тренерска каријера
Након Ређане, Парме и Јувентуса (где је два пута остајао без титуле у последњем колу), Анчелоти је у јесен 2001. постао тренер Милана. Са Миланом је освојио Скудето 2004, Лигу шампиона 2003. и 2007, куп Италије 2003, суперкуп Италије 2004, суперкуп Европе 2003. и 2007. и светско клупско првенство 2007. године. Најтежа година за Анчелотија била је 2005. када је у финишу до тада одличне сезоне остао без трофеја пошто је Милан завршио као вицешампион Италије и финалиста Лиге шампиона након невероватно изгубљеног финала у Истанбулу од Ливерпула. Он је један од шест људи који су освојили КЕШ/ЛШ и као играчи и као тренери. У мају 2009. је постао тренер Челсија и у првој сезони освојио Премијер лигу и ФА куп, а потом и енглески суперкуп. Тиме је постао други не-британски тренер који је освојио дуплу круну, након Арсена Венгера. 
Тридесетог децембра 2011, Анчелоти је потписао уговор са француским прволигашем Пари Сен Жерменом са којим је 2013. такође успео да освоји националну титулу, а 25. јуна 2013. године је постао тренер најтрофејнијег клуба на свету Реал Мадрида. Са Реалом је Анчелоти у календарској 2014. години освојио лигу шампиона, куп Шпаније, суперкуп Европе и светско клупско првенство али титула првака Шпаније је остала недостижна у обе сезоне проведене на клупи Мадриђана. 
Дана 19. децембра 2015. године Анчелоти је потписао трогодишњи уговор са немачким Бајерном из Минхена који је ступио на снагу 1. јула 2016. године. На клупи баварског клуба заменио је Пепа Гвардиолу који је отишао у Манчестер сити. Већ на старту свог боравка у Бајерну Анчелоти је успео да освоји суперкуп Немачке, а потом је уследило и освајање титуле првака Немачке. На почетку нове сезоне освојио је још један трофеј у немачком суперкупу али након серије лоших резултата што у првенству што на старту Лиге шампиона уследио је отказ па га је на клупи заменио његов помоћник Вили Сањол као привремено решење.
Дана 23. маја 2018. Анчелоти је постављен за тренера Наполија, са којим је потписао трогодишњи уговор. У сезони 2018/19, Наполи је са Анчелотијем на клупи заузео друго место на табели Серије А (са 11 бодова мање од шампиона Јувентуса), а уз то је стао у групној фази Лиге шампиона, као и у четвртфиналима Лиге Европе и Купа Италије. У сезони 2019/20, Анчелоти је са Наполијем успео да прође групну фазу Лиге шампионе, али ипак слаби резултати у домаћем првенству су довели до тога да буде смењен 11. децембра 2019. године. У моменту Анчелотијевог отказа, Наполи је био тек на седмој позицији Серије А, са 21 освојеним бодом и са чак 17 бодова заостатка за првопласираним Интером. Анчелоти је водио тим из Напуља на укупно 72 утакмице и у њима остварио 38 победа, 19 ремија и 15 пораза.
Дана 21. децембра 2019. је постављен за тренера Евертона.

## Највећи успеси

### Као играч
Рома
- Серија А (1) : 1982/83.
- Куп Италије (4) : 1979/80, 1980/81, 1983/84. и 1985/86.
- Куп шампиона : финале 1983/84.

Милан
- Серија А (2) : 1987/88. и 1991/92.
- Суперкуп Италије (1) : 1988.
- Куп шампиона (2) : 1988/89. и 1989/90.
- Суперкуп Европе (2) : 1989. и 1990.
- Интерконтинентални куп (2) : 1989. и 1990.

### Као тренер
Јувентус
- Интертото куп (1) : 1999.

Милан
- Серија А (1) : 2003/04.
- Куп Италије (1) : 2002/03.
- Суперкуп Италије (1) : 2004.
- Лига шампиона (2) : 2002/03. и 2006/07. (финале 2004/05).
- Суперкуп Европе (2) : 2003. и 2007.
- Светско клупско првенство (1) : 2007.
- Интерконтинентални куп : финале 2003.

Челси
- Премијер лига (1) : 2009/10.
- ФА куп (1) : 2009/10.
- Суперкуп Енглеске (1) : 2009.

Пари Сен Жермен
- Прва лига Француске (1) : 2012/13.

Реал Мадрид
- Првенство Шпаније (2) : 2021/22, 2023/24.
- Куп Шпаније (2) : 2013/14, 2022/23.
- Суперкуп Шпаније (2) : 2021/22, 2023/24.
- Лига шампиона (3) : 2013/14, 2021/22, 2023/24.
- Суперкуп Европе (3) : 2014, 2022, 2024.
- Светско клупско првенство (2) : 2014, 2022.
- ФИФА Интерконтинентални куп (1) : 2024.

Бајерн Минхен
- Првенство Немачке (1) : 2016/17.
- Суперкуп Немачке (2) : 2016, 2017.
- Телеком куп Немачке (2) : 2017. (зимски), 2017. (летњи)

### Индивидуални
- Европски тренер сезоне : 2002/03.
- Тренер године у Серији А : 2001, 2004.
- Златна клупа (најбољи тренер у сезони у Серији А) : 2002/03, 2003/04.
- Најбољи светски клупски тренер у години по избору ИФФХС-а : 2007.
- Тренер сезоне у Француском првенству : 2012/13.
- Тренер године по избору „Ворлд сокер магазина“ : 2003.